# Kus
|  | Pel regne o virregnat de Kuš vegeu Regne de Cuix |

Kus és una ciutat de l'Alt Egipte a uns 20 km al nord de Luxor. Avui té uns 150.000 habitants. A 6 km al sud, a Shenhur, queden les restes d'un temple romà.

## Història
El seu nom copte fou inicialment Ksa o Ksi (Gesa o Gesy) i en l'època hel·lenística es va dir Apol·linòpolis Parva. Té també un temple d'Horus i Heket del període ptolemaic. Sota el domini romà fou el lloc de finalització de les caravanes que venien de Berenice, però era un centre secundari per darrere de Coptos. Poc abans del 300 va agafar el nom de Diocletianopolis (Dioclecianòpolis). El 431 el bisbe local participava en el concili d'Efes. La població grega era reduïda i finalment quan van començar les incursions dels nòmades va desaparèixer i la ciutat va recuperar el seu nom copte en la forma Kos que al cap d'un segle, amb l'ocupació àrab, fou transcrit Kus. Va pertànyer a la kura de Kift (Coptos) i a la d'al-Aksur (Luxor). El 827 es van construir les muralles per prevenir els atacs dels beges. Al final del segle havia passat davant de Luxor segons al-Yakubi i a la primera meitat del segle X va avançar a Coptos. Aquesta progressió es devia sobretot al seu comerç amb Núbia. Com que la població era cristiana el seu estatus administratiu no es va modificar.
Sota els fatimites el comerç a la mar Roja principalment pel port d'Aydhab, va aprofitar sobretot a Aswan on les mercaderies desembarcades a Aydhab arribaven al Nil, però després la regió d'Aswan fou ocupada per les tropes negres expulsades de la capital (1067) i això unit a la revolta de les tribus àrabs de l'alt Egipte, va fer alterar les rutes comercials per un temps fins que el visir Badr al-Djamali va restaurar l'orde (1077), però ja llavors els comerciants havien agafat el costum d'entrar al Nil a Kus evitant així la part sud de l'alt Egipte; Aswan va començar a declinar i Kus a progressar. Un governador, anomenat de l'Alt Said, s'hi va instal·lar i va esdevenir la capital de l'Alt Egipte, i centre del tràfic amb la mar Roja.
La creació del regne de Jerusalem tallant la ruta dels pelegrins a la Meca, va portar també aquestos a Kus, que d'allí anaven a embarcar a Aydhab. El 1122 s'hi va crear una fàbrica de moneda que va funcionar fins al temps dels aiúbides. Al final del Califat Fatimita el càrrec de governador de l'Alt Said era el lloc principal després del de visir i alguns visirs el van exercir abans d'arribar a aquest càrrec (Ridwan i Xàwar). El 1155 es va reconstruir la mesquita i la ciutat va seguir avançant. Era de majoria cristiana però s'hi havien instal·lat musulmans d'Aswan i d'Esna.
El Califat Fatimita va caure finalment davant els aiúbides. Des de 1167 Kus fou assetjada per les tropes sunnites de Shirkuh que no la va poder ocupar. Quan els aiúbides van reprendre la política fatimita a la mar Roja, Kus va recuperar la prosperitat. El 1210 es va crear la primera madrassa. Sota els mamelucs bahrites va arribar al seu zenit.
Les expedicions contra el regne cristià de Núbia al final del segle xiii i principis del XIV li va permetre mantenir un paper militar rellevant. El final del regne de Jerusalem va fer reprendre als pelegrins la seva antiga ruta per Suez, més curta, però una part encara va seguir utilitzant la ruta de Kus i certament els mercaders no la van abandonar. Atanasi de Kus va escriure al segle xiv la seva gramàtica en llengua copte; en aquest moment hi havia no menys de quinze madrasses. La desaparició del regne cristià de Núbia, i l'arribada dels mamelucs circassians o mamelucs borgites, van afavorir l'expansió de les tribus àrabs del sud d'Egipte i Kus va agafar una posició de centre militar per assegurar el control de la vall del Nil al sud i especialment d'Asyut, a la meitat del segle xiv. Però els actes de les tribus àrabs, amb incursions i saquejos, van comprometre la ruta Kus-Aydhab (1365-1366) i els mercaders progressivament van decidir evitar l'alt Egipte i desembarcaven les mercaderies a Tur al Sinaí, cosa que va esdevenir general a partir del 1374/1375; aquest mateix any una greu sequera afectava a Kus i la seva regió.
Tot i l'allunyament de les rutes del comerç va restar com a principal vila del sud fins a la greu crisi de l'inici del segle xv, amb fams i epidèmies la va afectar greument. Encara que els mamelucs van recuperar la situació a partir de Barsbay, el governador de Kus va passar a ser un personatge secundari del sultanat, sotmès a l'autoritat del kashif d'Asyut. L'elit musulmana va abandonar la població i els cristians, que havien quedat en minoria, van tornar a recuperar la situació de comunitat majoritària al cap d'uns anys. Les relacions comercials, quan es van recuperar, es van fer a través de Kina (Qena).
El 1517 amb la conquesta otomana, els turcs van establir un cadi a Kina (Qena) que abans era a Kush. Però el centre regional principal va passar a ser Girga, on s'havien establert els beduïns hawwara, que van imposar la seva hegemonia a tota la regió al llarg del segle xv i es va mantenir fins al segle xviii. Kus tenia uns 5.000 habitants durant l'expedició de Napoleó. La ciutat es va reestructurar al final del segle xix i avui dia res recorda que fou un antic centre medieval.